# Ritratto di Isabella Brant
Il dipinto, realizzato ad Anversa da van Dyck, rappresenta la moglie del pittore Rubens, maestro di Antoon. Sullo sfondo, il cortile di casa di Rubens, che l'artista aveva fatto costruire in stile barocco.